# Tour Elithis Danube
Pour les articles homonymes, voir Tour Elithis.
La tour Elithis Danube est un immeuble de logements à énergie positive situé dans l'écoquartier Danube à Strasbourg. Le projet a été réalisé par le groupe Elithis, et soutenu par la ville, l'Eurométropole de Strasbourg, la société d'aménagement et d'équipement de la région de Strasbourg (Sers) et le pôle de compétitivité Alsace Energivie. 

## Le projet
Le 12 juillet 2013, le projet du cabinet d’architecte parisien X-TU est retenu. Il consiste à bâtir la première tour de logement à énergie positive au monde, dans le futur écoquartier Danube sur d'anciennes friches portuaires proches du centre-ville de Strasbourg. La tour, réalisée par le groupe Elithis qui a déjà réalisé la première tour de bureaux à énergie positive au monde à Dijon,, comporte 66 logements pour une surface habitable totale d’environ 4 500 m2. Elle comporte également des panneaux photovoltaïques sur sa façade sud et la terrasse.
Le chantier, initialement annoncé pour commencer fin 2014 avec une inauguration au premier trimestre 2016, est achevé en février 2018 et livré aux premiers occupants en mars de la même année.
Le bâtiment souffre cependant assez vite de dysfonctionnements.